# Density 21.5
Density 21.5 es una composición para flauta sola escrita por Edgard Varèse en 1936 y revisada en 1946. La pieza fue compuesta a pedido de Georges Barrère para el estreno de su flauta de platino, siendo la densidad del platino cercana a los 21,5 gramos por centímetro cúbico.

## Estructura
Sean Hickey de AllMusic escribe: "Según el compositor, Density 21.5 se basa en dos ideas melódicas, una modal y otra atonal, y todo el material posterior se genera a partir de estos dos temas. A pesar de las limitaciones inherentes a la escritura de un instrumento melódico sin acompañamiento, Varèse explora de manera experta nuevas áreas de espacio y tiempo, utilizando contrastes de registro para lograr una continuidad polifónica." 
George Perle analiza la pieza tanto armónica como motívicamente y describe su estructura de fondo. Formalmente, dice, la pieza consta de dos partes de longitud casi igual, siendo el final de la primera sección los compases 24-28. La pieza utiliza ciclos de intervalo, "elementos simétricos inherentemente no diatónicos."  Los diez compases iniciales delinean un tritono, do♯–sol, a su vez dividido en terceras menores (por mi) con la tercera menor superior diferenciada por una nota de paso, fa♯, que falta en la tercera menor inferior. Así, el acorde de séptima disminuida, o más bien do31, ciclo de intervalo, divide la octava y "sitúa a Varèse con Scriabin y el círculo de Schoenberg entre los compositores revolucionarios cuyo trabajo inicia el comienzo de una nueva tradición principal en la música de nuestro siglo".
Continúa: "el concepto de cuarta o quinta perfecta como intervalo de referencia respecto del cual el tritono requiere resolución... no tiene ninguna relevancia para la Densidad 21,5 ". Sin embargo, todavía hay un punto de referencia, primero en la tercera menor diferenciada, do♯ –(mi–fa♯ –sol)–si♭ . El segundo tritono, creado por do31, mi–si♭, do64, está relacionado jerárquicamente con el tritono do♯ –sol, do61. Por lo tanto, se tiene en cuenta la ubicación de los registros, creando tonos en lugar de clases de tonos. "Mi razón para enfatizar esta distinción jerárquica entre do61 y do64 es que hay un cambio constante de tales distinciones, una reinterpretación constante de notas estructurales como notas de paso y viceversa, y es a través de esta ambigüedad, este cambio perpetuo de función, que la composición se despliega. De esto se trata la composición”.
La pieza procede a esbozar nuevos tritonos, re–sol♯, re♯–la, y luego hace una pausa, en los compases 13–14, si♭ –mi, que es parte de do3, "justo de vuelta donde había comenzado", sin embargo, "la relación entre los dos tritonos de do31 se vuelve no menos sino más ambigua". Él ve el cierre de la primera sección como la realización del mi–do♯ que falta en el mi–sol de los compases 13–17. Sin embargo, el si que divide a sol♯–re requiere un fa, "si asumimos que la colección sol♯–si–re representa un acorde de séptima disminuida incompleto, que la obra se basa en relaciones estructurales derivadas del ciclo del intervalo-3, y que esto implica una tendencia a que cada partición del ciclo esté completamente representada".
Sin embargo, desde la segunda pulsación del compás 56 hasta el final, la pieza usa un ciclo de intervalo 2, do2, que todavía produce tritonos, pero los divide de manera diferente. Mi–si♭ se empareja con re–(sol♯ ) y do–fa♯, en lugar de do♯–sol. El único intervalo impar (fuera del ciclo intervalo-2) es el fa♯–do♯, "que nos traslada de do20 a do2 1. Y aquí, en las dos últimas notas de Density 21.5, finalmente encontramos si emparejado con su tritono asociado... solo como consecuencia de una dirección armónica completamente nueva que toma la obra en sus compases finales." Sin embargo, "la música de la 'práctica común' ofrece muchos ejemplos de tales digresiones totalmente inesperadas justo cuando una obra está llegando a su fin, seguida de un retorno, para la cadencia final, a una confirmación consecuentemente más enfática de las relaciones estructurales implicadas en el cuerpo de la obra." 
En primer plano, el motivo del inicio, presumiblemente la "idea" atonal de Varèse, no contiene una tercera menor o un tritono y, por lo tanto, cada tono, fa–mi–fa♯, es miembro de un ciclo diferente de 3 intervalos o acorde de séptima disminuida. La importancia estructural de cada tono depende entonces de su contexto, en qué nivel divide la octava, el tritono que divide la octava, la tercera menor que divide el tritono, la segunda mayor que divide la tercera mayor, la segunda menor que divide la segunda mayor. "Esta relación variable del motivo básico de Density 21.5 con la estructura armónica de la pieza, y su función de articular y clarificar el diseño formal, son exactamente lo que esperaríamos y daríamos por sentado en la relación entre el motivo y el trasfondo en la música tonal tradicional." 
Definido por el motivo principal y su repetición en el compás 3, se "caracteriza por su contenido de tono relativo (un segmento de tres notas de la escala semitonal), por su orden de intervalo (medio paso hacia abajo y hacia arriba) y por su ritmo (dos semicorcheas en el tiempo seguidas de una corchea atada). Esta versión definitiva del motivo, que combina los tres atributos, ocurre solo en tres puntos diferentes (sin contar la repetición en el compás 3), cada uno de los cuales inicia una nueva y principal subdivisión formal de la pieza".
Timothy Kloth interpreta el motivo de la cabeza o "la estructura molecular alrededor de la cual se moldea toda la composición", como el motivo de cinco tonos que abre la pieza, fa–mi–fa♯–do♯–sol. Este se divide en dos tricordios: "celda X" (también el motivo de la cabeza de Perle, fa–mi–fa♯) y "celda Y", fa–do♯–sol.

## Grabaciones
George Perle y Marc Wilkinson, por escrito, y Harvey Sollberger, por grabación, interpretan la cuarta nota en el compás veintitrés como un si natural.
La pieza ha sido grabada y lanzada en:
- Miembros de la Orquesta Sinfónica de Columbia, dirigida por Robert Craft – Varèse: Density 21.5, Hyperprism, Intégrales, Ionisation, Octandre, Poème Electronique (1959) CBS Masterworks – CBS 60286.
- Severino Gazelloni, flauta (1967) WERGO WER 60029, Serie: Große Interpreten neuer Musik.
- Ensemble Instrumental de Musique Contemporaine de Paris, dirigido por Konstantin Simonovitch – Varese: Deserts / Hyperprism / Integrales / Density 21.5 (1971) La Voix De Son Maître 2 C 061-10875 Y.
- Edgard Varèse: The Complete Works (1994/1998). Interpretada por Jacques Zoon. Decca London Polygrama 289 460 208–2. Asistencia y asesoramiento del profesor Chou Wen-chung, quien trabajó en estrecha colaboración con Varèse.
- Philippe Bernold, Alexandre Tharaud, The Solo Flute in the 20th Century (2008), Harmonia Mundi Musique d'Abord HMA1951710
- Claire Chase, Density (2013) New Focus Recordings[15][15]